# 福田淳一
福田淳一（1959年10月18日 - ）是一名日本財務官僚。
岡山縣出身，妻子是元文部事務次官高石邦男的女兒，在篠澤恭助的介紹下相親結婚。
畢業於神奈川縣立湘南高等學校。旧司法試験合格和東京大学法学部。1982年進入大藏省（分配至主計局總務課）。當年同期入省的官僚被稱為是「花的82年組」，當中包括現任自民黨眾議員的片山皐月、前國稅廳長官迫田英典、以及最近因森友學園事件爆紅的前理財局長佐川宣壽等人，而是由當時的大藏大臣渡邊美智雄親自面試挑選來決定取錄的。2018年4月12日《週刊新潮》刊出一篇驚人的報導，內容是一名年約30歲的女性記者，針對森友學園事件福田淳一，福田次官告知，可以在自宅附近的一家爵士酒吧受訪，因此該名女記者依約前往，結果遭到福田的性騷擾。福田最終因為醜聞而宣佈辭職。

## 簡歷
- 1988年7月 大藏省主稅局調查課長補佐（外國調查擔當）[5]。
- 1993年7月 大藏省主計局法規課長補佐[6]。
- 1994年 大藏省主計局主計官補佐（地方財政第一，第二係）[7]。
- 2004年 財務省主計局主計官（厚生勞動系擔當）。
- 2006年 財務省主計局法規課長。
- 2008年 財務省大臣官房綜合政策課長。
- 2009年7月 財務省大臣官房参事官（大臣官房擔當）。
- 2011年8月 財務省主計局次長（末席）。
- 2012年8月17日 財務省主計局次長（次席）。
- 2013年6月28日 財務省主計局次長（首席）。
- 2014年7月 財務省大臣官房長。
- 2015年7月 財務省主計局長[3]。
- 2017年7月5日 擔任財務事務次官。
  - 在森友学園問題中，聽取佐川宣壽的指令[8]。
- 2018年4月24日 自願退休。